# USS LST-59
O USS LST-59 foi um navio de guerra norte-americano da classe LST que operou durante a Segunda Guerra Mundial.